# Lanzmühl
Lanzmühl ist ein Ortsteil in der Gemeinde Rattenkirchen im oberbayerischen Landkreis Mühldorf am Inn.

## Lage
Das Gut Lanzmühl liegt am Kagenbach zwischen Rattenkirchen und Obertaufkirchen 900 Meter südöstlich  der Bundesautobahn A 94 von deren Ausfahrt 16 (Schwindegg) es über eine 1,5 Kilometer lange Fahrstrecke erreichbar ist.

## Bevölkerungsentwicklung
In der Einöde Lanzmühl lebten 1861 neun Einwohner in einem Gebäude. Die Bevölkerungszahl blieb über lange Zeit nahezu konstant. Im Mai 1987 gab es acht Einwohner in zwei Wohngebäuden, von denen eines in zwei Wohnungen aufgeteilt war.
| Jahr      | 1861 | 1871 | 1925 | 1950 | 1970 | 1987 |
| Einwohner | 9    | 9    | 9    | 9    | 9    | 8    |